# Duane Bobick
Duane Bobick (* 24. September 1950 in Bowlus, Minnesota) ist ein ehemaliger US-amerikanischer Schwergewichtsboxer.

## Amateur
1971 ging er gegen Ron Lyle K. o., wurde aber US-amerikanischer Meister, in Rotterdam Militärweltmeister und gewann die Panamerikanischen Spiele in Cali, wo er den jungen Kubaner Teófilo Stevenson im Halbfinale knapp nach Punkten schlug. 1972 besiegte er in der Olympiaausscheidung Larry Holmes durch Disqualifikation und gewann das nationale Golden-Gloves-Turnier. Er ging somit als Favorit zu den Olympischen Spielen in München, wo er allerdings im Viertelfinale wieder auf Stevenson traf und chancenlos vorzeitig unterlag. Seine Amateurbilanz waren 93 Siege (61 K. o.) bei 13 Niederlagen.

## Profi
Trotz des schweren Dämpfers bei Olympia ging er mit 96 kg Gewicht, damals ein Standardgewicht, als „weiße Hoffnung“ zu den Profis.
Er wurde extrem vorsichtig aufgebaut. 1974 gewann der gegen den damals noch unbekannten Mike Weaver, den er bereits als Amateur nach Punkten geschlagen hatte, durch K. o. in Runde sieben. Weitere Siege gelangen ihm gegen Randy Neuman durch K. o., Scott LeDoux (späterer Herausforderer von Larry Holmes) nach Punkten und Chuck Wepner aufgrund von Platzwunden.
Nach 26 Erfolgen verpflichtete er Joe Frazier als Manager, sah aber in einigen Kämpfen, zum Beispiel gegen Bunny Johnson, sehr schlecht aus.
Mit bereits 38 Kämpfen, sehr spät im Vergleich zum typischen Aufbau eines Boxers, traf er 1977 auf Ken Norton, der gerade umstritten gegen Ali verloren hatte. Der Kampf übertraf noch die schlimmsten Befürchtungen, als Bobick nach einem Schlag auf den Kehlkopf schon in der ersten Runde k. o. ging.
Er besiegte LeDoux in einem Rückkampf vorzeitig, ging aber im übernächsten Kampf gegen den Südafrikaner Kallie Knoetze K. o. und schaffte es nie mehr in die Weltspitze. Nach zwei weiteren K.-o.-Niederlagen, unter anderem gegen John Tate, hörte er 1979 auf.

## Sonstiges
1997 hatte er als Arbeiter in einer Papierfabrik einen schweren Unfall, der beide Arme in Mitleidenschaft zog. Sein jüngerer Bruder Rodney war auch Schwergewichtsboxer, starb allerdings im Alter von 25 Jahren bei einem Verkehrsunfall.